# Ali Shaukat
Ali Shaukat (6. listopada 1897. — 25. veljače 1960.) je bivši indijski hokejaš na travi. 
Osvojio je zlatno odličje na hokejaškom turniru na Olimpijskim igrama 1928. u Amsterdamu igrajući za Britansku Indiju. Odigrao je 3 susreta na kojima je igrao na mjestu napadača i postigao je 3 pogotka.

## Vanjske poveznice
- Profil na Database Olympics